# Wilhelm Godknecht
Wilhelm Godknecht (* 5. Dezember 1869 in Neuvorwerk (Dassow); † unbekannt) war ein deutscher Politiker (SPD).

## Leben
Godknecht hatte Zigarrenherstellung in Hamburg gelernt und war selbstständiger Zigarrenfabrikant in Wismar. Er gehörte für die SPD dem Verfassunggebenden Landtag sowie dem ersten bis vierten ordentlichen Landtag von Mecklenburg-Schwerin an. Von 1919 bis 1924 war er besoldeter Stadtrat in Wismar. Anschließend übernahm er eine Büdnerei bei Grevesmühlen.